# 65e régiment d'artillerie
Pour les articles homonymes, voir 65e régiment.
Le 65e régiment d'artillerie est une unité d'artillerie de l'armée française aujourd'hui dissoute. Pendant la Première Guerre mondiale, il s'agit d'un régiment d'artillerie de défense contre avions (DCA). En 1929, il est recréé comme régiment d'artillerie en Algérie et participe à la Seconde Guerre mondiale et à la guerre d'Algérie.

## Création et différentes dénominations
- 1917 : 65e régiment d'artillerie (65e RA) ou 65e régiment d'artillerie de défense contre avions (65e RADCA)[1]
- 1919 : dissolution
- 1929 : création 65e régiment d'artillerie d'Afrique (65e RAA)
- 1946 : dissolution, devient le 1er régiment d'artillerie[2]
- 1956 : création du 1er groupe du 65e régiment d'artillerie d'Afrique (1/65e RAA) par changement de nom du 49e bataillon de tirailleurs algériens[3]
- 1958 : 65e régiment d'artillerie d'Afrique (65e RAA)[2]
- 1962 : devient le 65e groupe d'artillerie (65e GA)[2]
- 1964 : dissolution[2]

## Historique du65erégimentd'artillerie de DCA

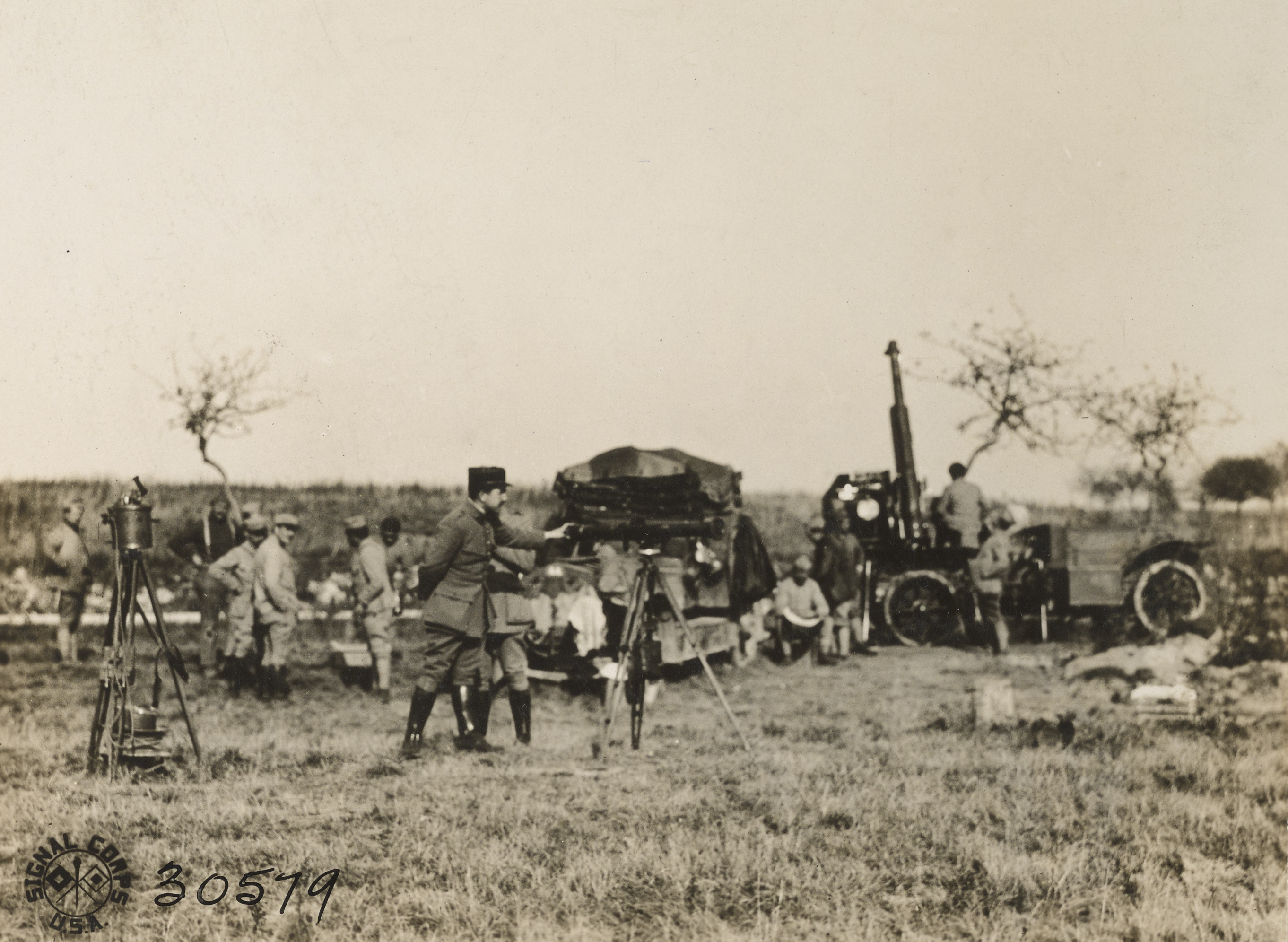
Une section d'autocanons du déployée dans les Ardennes le 29/10/1918.

Il est formé le 1er octobre 1917 en regroupant toutes les unités de défense contre avions du territoire (non mobiles), à l'exception des unités affectées à Paris qui sont rattachées au 64e RA. La création du 65e RA n'a qu'une rôle administratif et les batteries ne sont pas rattachées au commandement régimentaire.
De janvier à mars 1919, les différentes batteries du régiment sont dissoutes, à l'exception des 1re, 9e et 12e batteries. Lorsque le régiment est finalement dissout le 31 mars 1919, ces trois batteries rejoignent le 64e RA.

## Historique du65erégimentd'artillerie d'Afrique
Formé le 25 mai 1929, il reprend, comme le 66e et le 67e régiment d'artillerie d'Afrique, les traditions des groupes d'artillerie d'Afrique de la Grande Guerre. Ses personnels viennent des 1er et du 7e groupe d'artillerie de campagne d'Afrique. Il comprend alors trois groupes :
- groupe de canons de 75 : 1re et 2e batteries
- groupe de canons de 75 : 4e et 5e batterie, cette dernière avec une section de DCA
- groupe de canons de 65 de montagne.

Les deux premiers groupes sont stationnés à Blida et le groupe de canons de montagne à Aumale.
À la mobilisation de 1939, il comprend quatre groupes et une batterie de DCA. À la mobilisation, le 65e RAA ne garde que deux groupes car il met sur pied le 85e régiment d'artillerie d'Afrique. Un troisième groupe (le 3/65e RAA) est mobilisé en Métropole, à Niort. Le 65e RAA est rattaché à la 81e division d'infanterie d'Afrique. Après la fin de la campagne de France, le 65e RAA est réorganisé en Algérie grâce au renfort des éléments du 85e RAA dissout.

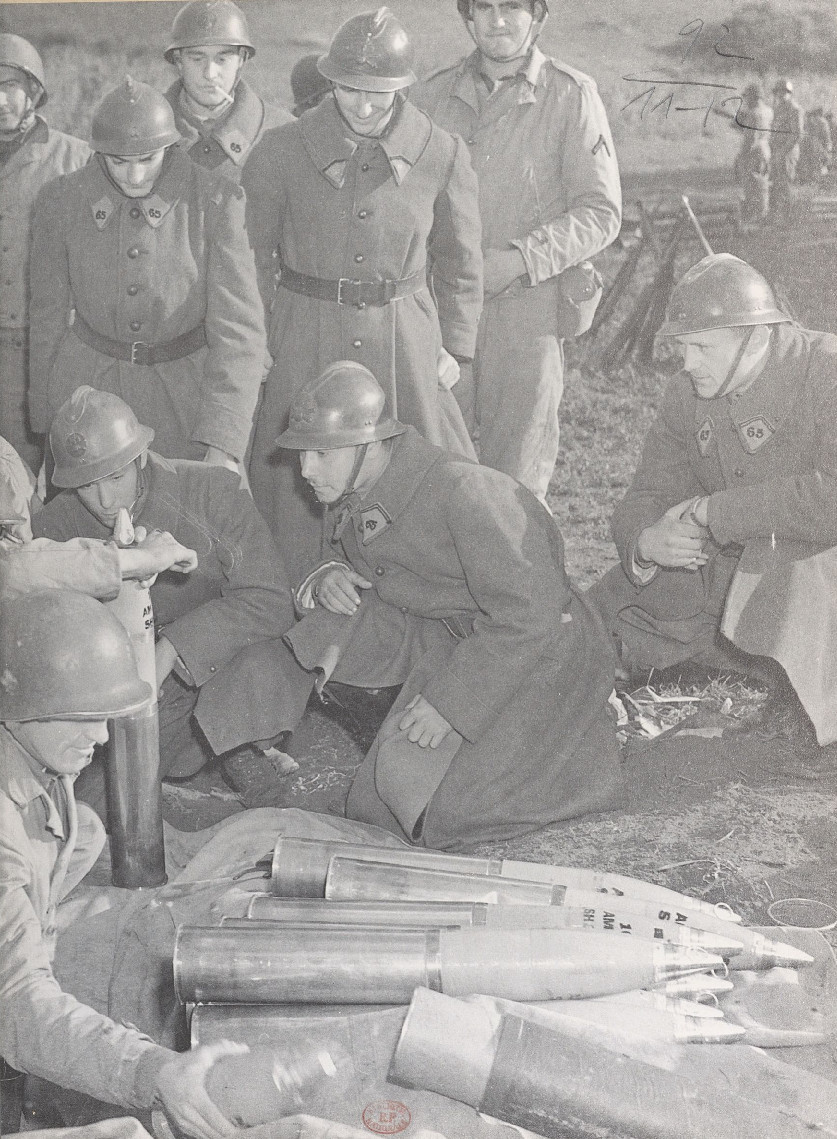
Artilleurs du instruits à l'usage des obus de l'obusier de 105 mm M2, à Casablanca en décembre 1942.

Au déclenchement de l'opération Torch, le 65e RAA est rattaché à la division d'Alger, devenue 7e division d'infanterie algérienne en 1943. Instruit au Maroc à l'emploi de l'obusier de 105 mm M2, le régiment reverse ses canons au 1er régiment d'artillerie de la 1re division de marche d'infanterie. Il est rééquipé de canons de 155 : Schneider modèles 1917 et 1918 au 1er groupe, GPF au 2e et M1 Long Tom au 3e groupe.
Le régiment participe ensuite à la campagne d'Italie, au débarquement de Provence, à la Libération de la France et à la campagne d'Allemagne.
Au 31 mai 1945, le 65e RAA, placé en réserve de la 1re armée française à Balingen, Schömberg, Rosenfeld et Binsdorf (de), est constitué de trois groupes de canons de 155 mm.
En août 1946 il devient le 1 er R.A.
En avril 1956, le 4ème Bataillon de Tirailleurs Algériens devient 1e 1/65e R.A.A.
En 1958 il devient 65e R.A. puis en 1962, 65e G.A.
Il est dissous en septembre 1964

## Étendard
Héritier des groupes d'artillerie d'Afrique, le drapeau du 65e RAA porte, cousues en lettres d'or dans ses plis, les inscriptions suivantes : :
- Maroc 1908
- Les Deux-Morins 1914
- Champagne 1915
- Verdun 1916
- L'Aisne 1917
- Picardie 1918
- Ousseltia 1943
- AFN 1952-1962

## Chefs de corps
- xx xx xx – 1er janvier 1942 : Colonel Antoine Monne

- 1942 – 1944 : Colonel Paul Henri Dumas

## Personnalités ayant servi au65eRAA

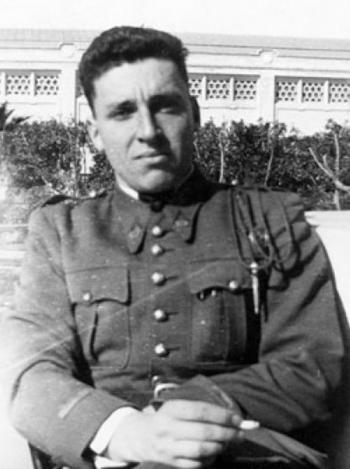
Jean Dreyfus, mobilisé au en 1939.

- Marcel Piat, résistant, y effectue son service militaire vers 1930[10]
- Jean Dreyfus (1914-1942), Compagnon de la Libération.
- Jacques Vergès, 1943-1945[11].
- Yves Sudry, médecin aspirant, période 1958-59[12].